# HD 139664
HD 139664는 이리자리 방향에 위치한 F형 주계열성이다. 겉보기 등급은 약 4.64이다. 허블 우주 망원경에 장착된 첨단관측카메라로 코로나그래프 모드를 이용하여 이 별을 관측한 결과 별 주위에 먼지 원반이 있음이 확인되었다. 먼지원반은 중심 별로부터 약 83 천문단위 거리에서 가장 농도가 짙으며 109 천문단위 거리에서 날카롭게 외곽 경계선이 형성되어 있다. 이러한 특징들은 항성을 도는 행성들이 중력적인 섭동을 일으켰기 때문일 것이다.